# Chersotis iranica
Chersotis iranica là một loài bướm đêm trong họ Noctuidae.